# (99945) 4589 P-L
(99945) 4589 P-L es un asteroide perteneciente al cinturón de asteroides, descubierto el 24 de septiembre de 1960 por Cornelis Johannes van Houten en conjunto a su esposa también astrónoma Ingrid van Houten-Groeneveld y el astrónomo Tom Gehrels desde el Observatorio del Monte Palomar, Estados Unidos.

## Designación y nombre
Designado provisionalmente como 4589 P-L.

## Características orbitales
4589 P-L está situado a una distancia media del Sol de 2,442 ua, pudiendo alejarse hasta 3,075 ua y acercarse hasta 1,810 ua. Su excentricidad es 0,259 y la inclinación orbital 10,37 grados. Emplea 1394,60 días en completar una órbita alrededor del Sol.

## Características físicas
La magnitud absoluta de 4589 P-L es 15,1.